# 扎巴瓦
50°22′34″N 24°32′44″E / 50.37611°N 24.54556°E
扎巴瓦（烏克蘭語：Забава），是烏克蘭西部的村莊，隸屬利維夫州的舍普季茨基區。該村面積0.91平方公里，海拔高度216米，2001年人口206，人口密度每平方公里226.37人。